# Konginkangas
Konginkangas (tid. inofficiellt även Kömi ) var en kommun i Mellersta Finlands län. Antalet invånare var cirka 1 600 (år 1988) och arealen var 298,6 km² .

## Historia
Konginkangas kommun grundades genom en splittring av Viitasaari kommun år 1895. Den 1 januari 1993 sammanslogs kommunen med Äänekoski stad.

### Församlingen

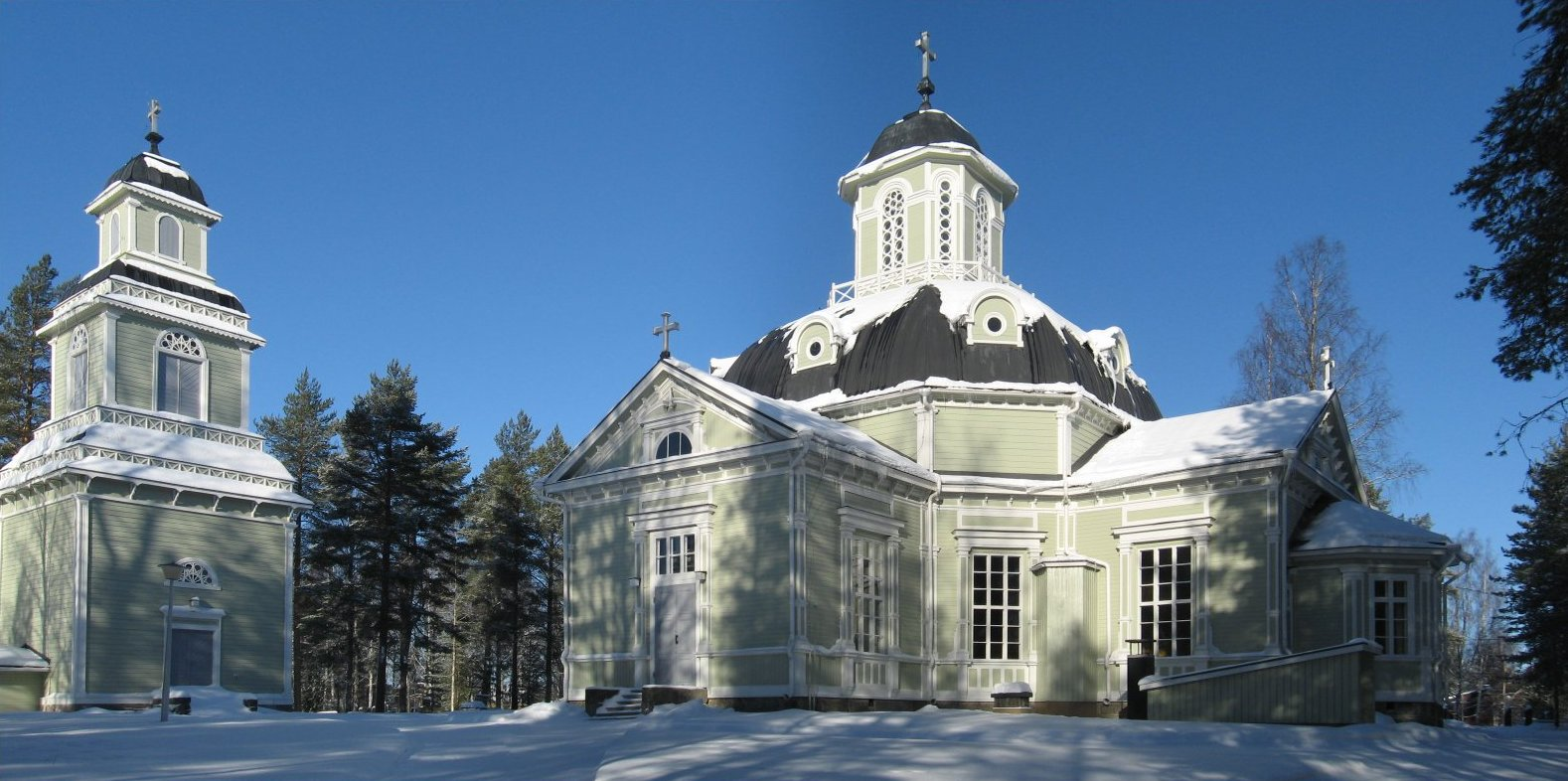
Konginkangas kyrka med klockstapeln till vänster.

Delar från Saarijärvi och Viitasaari socknar bildade 1864 Viitasaari bönehusförsamling. Kapellförsamlingen (1867) fick självständigheten i samband med grundandet av Konginkangas kommun år 1895. Den förste kyrkoherden tillträdde ämbetet år 1909 . 1993 bildade församlingarna i Konginkangas och Äänekoski en kyrklig samfällighet. 2005 upplöstes samfälligheten, varmed Konginkangas kapellförsamling underställdes Äänekoski församling .
Kyrkan av trä stod färdig år 1866. Planerare och byggherrar var Jaakko Heikinpoika Kuorikoski och Lauri Heikki Kuorikoski. Konginkangas träkyrkan anses vara den sista kyrkan som byggdes i Finland av civilingenjörerna. Altartavlan Kristus på korset målades 1910 av Alexandra Frosterus-Såltin .
I kommunen fanns kyrkbyn Konginkangas.

## Politik

### Mandatfördelning i Konginkangas kommun, valen 1976–1988
| 2 | 6 | 2 | 6 | 1 |

| 2 | 5 | 1 | 6 | 1 | 2 |

| 1 | 6 | 1 | 6 | 1 | 2 |

| 1 | 6 | 7 | 1 | 2 |

## Kända personer från Konginkangas
- Mikko Niskanen, filmregissör
- Solja Krapu, poet

### Fotnoter
1. 1 2  Iso Tietosanakirja 6 resp. 7, Kustannusosakeyhtiö Otava, Helsingfors 1934
2. 1 2  Suomen kunnat: Konginkangas Arkiverad 5 mars 2016 hämtat från the Wayback Machine.
3. ↑   (på finska och svenska) ( PDF) Befolkningens sammansättning 1993. Finlands Officiella Statistik. "Befolkning 1994:8". Helsingfors: Statistikcentralen. 1994. sid. 57 (58 i pdf:en). https://www.doria.fi/bitstream/handle/10024/158237/xvaerak_199300_1994_dig.pdf?sequence=1&isAllowed=y. Läst 29 mars 2023
4. ↑  Äänekosken seurakunta Historiaa Arkiverad 12 januari 2009 hämtat från the Wayback Machine.
5. ↑  finnica.fi Keski-Suomen kirkot: Konginkangas Arkiverad 13 september 2007 hämtat från the Wayback Machine.